# Graphe non orienté

Exemple de graphe non orienté à 5 sommets.

En théorie des graphes, un graphe non orienté {\displaystyle G=(V,E)} est un couple formé de {\displaystyle V} un ensemble de sommets et {\displaystyle E} un ensemble d'arêtes, chaque arête étant une paire de sommets.
Cette définition ne s'applique qu'aux graphes simples et n'est pas valable pour les multigraphes.

## Définitions
- {\displaystyle x_{1}x_{2},x_{2}x_{3},\cdots ,x_{n-1},x_{n}} est une chaîne si et seulement si {\displaystyle \forall p\in \{1,2,\cdots ,n-1\},\{x_{p},x_{p+1}\}} est une arête.
- la chaîne {\displaystyle x_{1}x_{2},x_{2}x_{3},\cdots ,x_{n-1},x_{n}} est un cycle si et seulement si {\displaystyle \{x_{n},x_{1}\}} est une arête.